# Thibaudia biflora
Thibaudia biflora är en ljungväxtart som först beskrevs av Poeppig och Endlicher, och fick sitt nu gällande namn av Hørold. Thibaudia biflora ingår i släktet Thibaudia och familjen ljungväxter. Inga underarter finns listade i Catalogue of Life.